# Uberaba (tiểu vùng)
Uberaba là một tiểu vùng thuộc bang Minas Gerais, Brasil. Tiều vùng này có diện tích 9361 km², dân số năm 2007 là 289508 người.